# 30 juli
30 juli is de 211de dag van het jaar (212de dag in een schrikkeljaar) in de gregoriaanse kalender. Hierna volgen nog 154 dagen tot het einde van het jaar.

## Gebeurtenissen
- Algemeen
  - 1902 - Opstand van Mariënburg in Suriname. Contractarbeiders komen in opstand tegen het lage loon. De situatie escaleert en 24 arbeiders komen om het leven, 32 raakten gewond.
  - 2004 - In Gellingen in de provincie Henegouwen (België) ontploft een gasleiding op een industriegebied. Hierbij komen 24 mensen om het leven. Zie gasexplosie Gellingen
  - 2009 - Door brand gaat de Prins Willem, een replica van het gelijknamige vlaggenschip Prins Willem van de Vereenigde Oost-Indische Compagnie, verloren.
  - 2014 - Minstens 30 mensen komen om en meer dan 150 personen zijn vermist na een aardverschuiving in het Indiase dorp Malin in het district Pune in het westen van het land.
  - 2023 - Door een zelfmoordaanslag op een politieke bijeenkomst in de stad Kharin in Pakistan vallen tientallen doden.[1]
- Media
  - 2022 - Voor het eerst wordt een Nederlandse voetbalwedstrijd live uitgezonden via TikTok. ESPN zendt de strijd om de Johan Cruijff Schaal 2022 ook uit via YouTube.[2]
- Oorlog
  - 1914 - Mobilisatie Rusland.
  - 1945 - Het Amerikaanse schip USS Indianapolis wordt als laatste schip in de Tweede Wereldoorlog getorpedeerd en zinkt.
  - 1990 - Het Liberiaanse leger doodt in een lutherse kerk in de hoofdstad Monrovia meer dan 600 vluchtelingen.
- Politiek
  - 1956 - President Eisenhower tekent een resolutie waarmee In God We Trust het motto van de Verenigde Staten wordt.
  - 1980 - Vanuatu verkrijgt zijn onafhankelijkheid.
  - 2017 - Volgens de kiesraad in Venezuela stemmen meer dan acht miljoen mensen (41 procent van de kiezers) voor het instellen van een grondwetgevende vergadering, waardoor de macht meer dan ooit geconcentreerd zal worden in de handen van president Nicolás Maduro en diens Socialistische Partij.
- Recreatie
  - 1993 - In het Disneyland Park te Parijs wordt de attractie Indiana Jones™ et le Temple du Péril geopend.
  - 2007 - In de Efteling vindt een ongeval plaats met de attractie Python. Een vastgelopen trein begon tijdens de evacuatie plotseling te rijden.
- Religie
  - 1981 - Verheffing van het rooms-katholieke bisdom Monaco tot aartsbisdom Monaco.
- Sport
  - 1930 - Uruguay wint het WK voetbal door in de finale Argentinië te verslaan met 4-2.
  - 1966 - Engeland wint de wereldtitel door West-Duitsland in de finale van het WK voetbal met 4-2 te verslaan.
  - 1971 - Openingsceremonie van de zesde Pan-Amerikaanse Spelen, gehouden in Cali, Colombia.
  - 1984 - Zwemmer Michael Groß uit West-Duitsland verbetert bij de Olympische Spelen in Los Angeles het wereldrecord op de 100 meter vlinderslag tot 53,08.
  - 1994 - In de Colombiaanse stad Manizales, de hoofdstad van het departement Caldas, wordt het Estadio Palogrande geopend met een wedstrijd tussen thuisclub Once Caldas en het Braziliaanse Cruzeiro (2-5).
  - 2004 - In Mönchengladbach wordt het Borussia-Park officieel in gebruik genomen. Het stadion vervangt het verouderde Bökelbergstadion.
  - 2007 - Michael Boogerd wint voor de vijfde maal Daags na de Tour voor bolletjestruidrager Mauricio Soler en Steven de Jongh.
  - 2011 - KNVB Bekerwinnaar FC Twente wint in Amsterdam met 2-1 van landskampioen AFC Ajax, en neemt daardoor voor de tweede keer achter elkaar de Johan Cruijff Schaal mee naar Enschede.
  - 2016 - Bauke Mollema wint de Clásica San Sebastián.
  - 2019 - FC Basel schakelt PSV uit in de voorronde van de Champions League. Bij de Zwitsers was de Nederlander Ricky van Wolfswinkel de matchwinner. (2-1).
  - 2022 - Annemiek van Vleuten wint de 7e etappe en pakt met nog 1 etappe te gaan, de gele trui in de Tour de France Femmes 2022.[3]
  - 2023 - Demi Vollering uit Nederland wint de tweede editie van de Tour de France Femmes.[4]
  - 2023 - De Australiër Alexei Popyrin wint het ATP-toernooi van Umag door de Zwitser Stan Wawrinka in drie sets te verslaan.[5]
- Wetenschap en technologie
  - 1610 - Astronoom Galileo Galilei neemt als eerste de ringen van Saturnus waar door een telescoop, maar herkent het niet als ringen.[6]
  - 1898 - De arts John Harvey Kellogg ontdekt bij toeval de cornflake.
  - 1938 - Ontdekking van Carme, een maan van Jupiter, door Seth Barnes Nicholson tijdens waarnemingen met de 2,5 meter Hooker telescoop van het Mount Wilson-observatorium (Californië).
  - 1974 - De Zender Konstantynów, in het Westen bekend als Radio Warschau, begint haar officiële radioprogrammering.
  - 2003 - De laatste Volkswagen Kever, in de jaren dertig ontworpen door Ferdinand Porsche, rolt in Mexico van de band.
  - 2009 - De eerste Mexicaanse griep-dode valt te betreuren in België. Het betreft een jonge vrouw uit de provincie Antwerpen.
  - 2020 - Amazon krijgt toestemming van de Amerikaanse Federal Communications Commission (FCC) voor Project Kuiper, een constellatie van 3236 satellieten voor het leveren van breedbandinternet. Het project moet uiterlijk 30 juli 2029 afgerond zijn.[7][8]

## Geboren

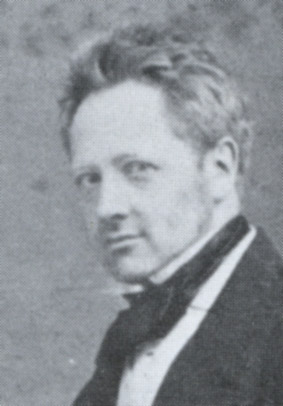
Jan Heemskerk Azn.
geboren in 1818

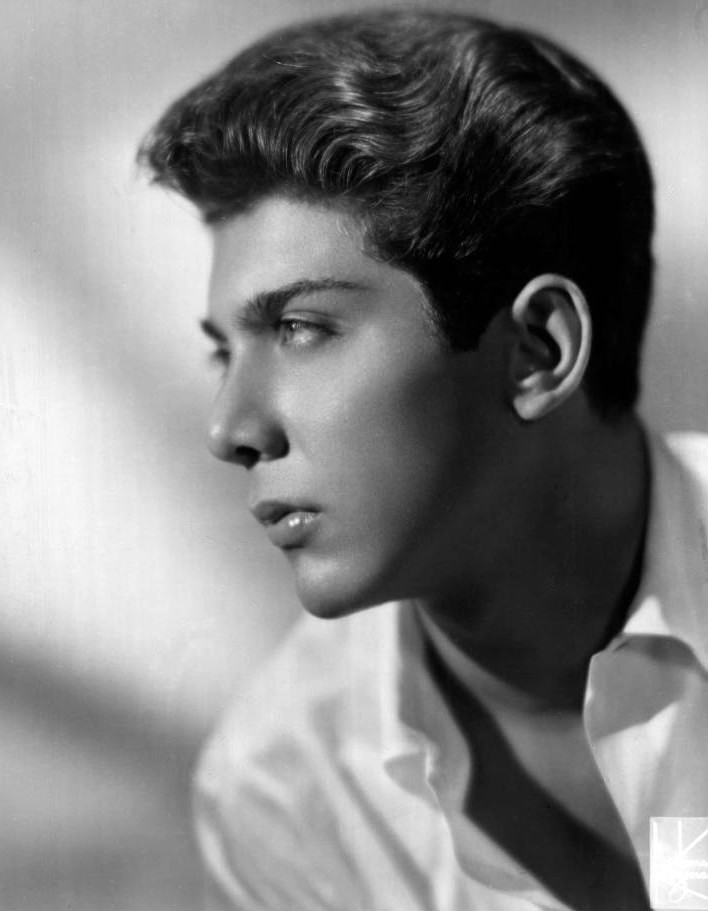
Paul Anka
geboren in 1941

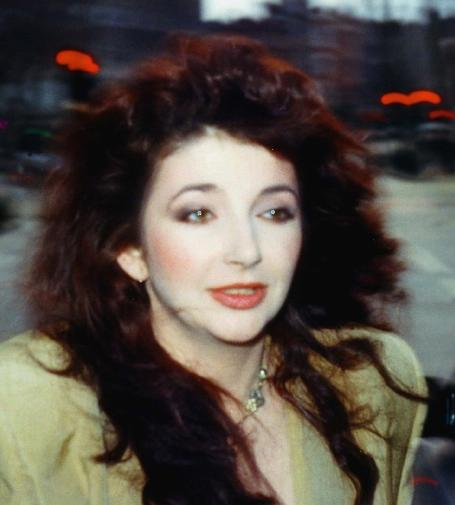
Kate Bush
geboren in 1958

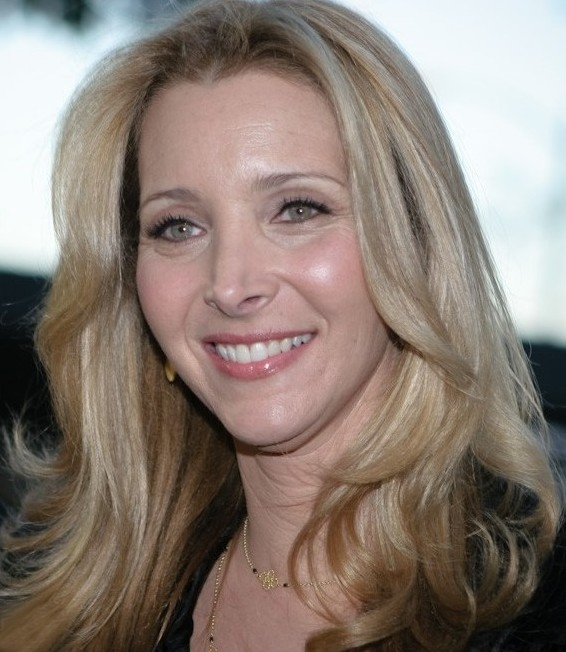
Lisa Kudrow
geboren in 1963

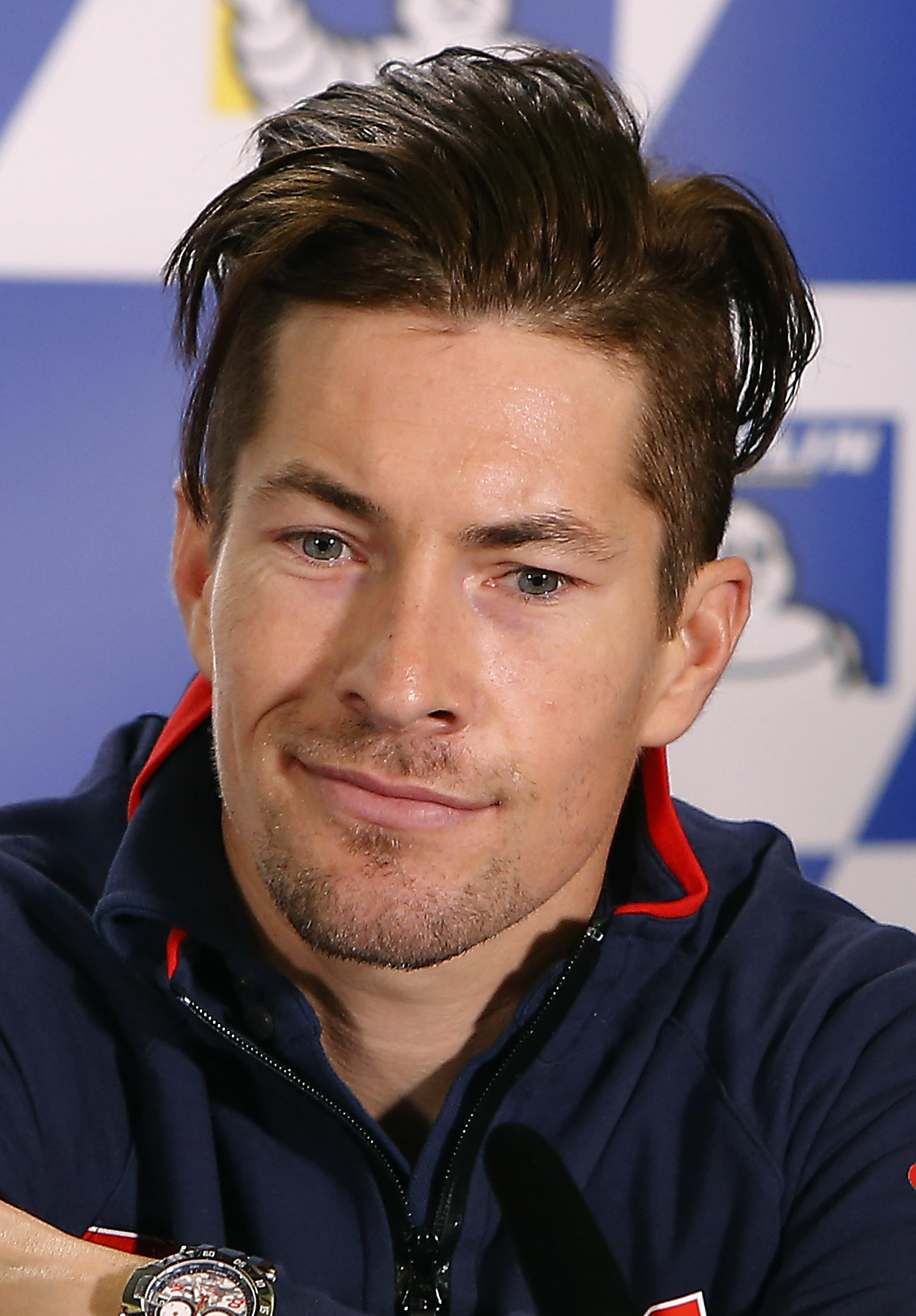
Nicky Hayden
geboren in 1981

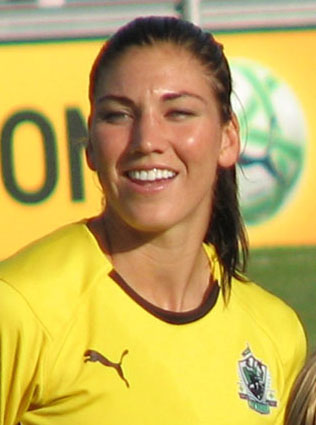
Hope Solo
geboren in 1981

- 1470 - Keizer Hongzhi, 9e keizer van de Chinese Mingdynastie (overleden 1505)
- 1511 - Giorgio Vasari, Italiaans kunstschilder (overleden 1574)
- 1781 - Maria Aletta Hulshoff, Nederlands patriotte, feministe en pamflettiste (overleden 1846)
- 1818 - Emily Brontë, Brits schrijfster (overleden 1848)
- 1818 - Jan Heemskerk, Nederlands politicus (overleden 1897)
- 1837 - Eugène Mage, Frans marineofficier en ontdekkingsreiziger (overleden 1869)
- 1845 - Jacques van Marken, sociaal ondernemer (overleden 1906)
- 1857 - Thorstein Veblen, Amerikaans econoom en socioloog (overleden 1929)
- 1861 - Laurentius Schrijnen, Nederlands bisschop van Roermond (overleden 1932)
- 1863 - Henry Ford, Amerikaans industrieel (overleden 1947)
- 1878 - Letitia Marion Hamilton, Iers kunstschilder (overleden 1964)
- 1881 - Henricus Thijsen, Nederlands turner (overleden 1946)
- 1887 - Felix Vening Meinesz, Nederlands geodeet en geofysicus (overleden 1966)
- 1889 - Vladimir Zworykin, Russisch/Amerikaans televisiepionier (overleden 1982)
- 1890 - Annie Mulder van de Graaf, eerste Nederlandse plastische chirurg (overleden 1968)
- 1895 - Wanda Hawley, Amerikaans actrice en zangeres (overleden 1963)
- 1896 - Jos Postmes, Nederlands kunstenaar (overleden 1934)
- 1897 - Jacques de Kadt, Nederlands schrijver (overleden 1988)
- 1898 - Henry Moore, Engels beeldhouwer (overleden 1986)
- 1899 - Harry Moorman, Nederlands politicus (overleden 1971)
- 1905 - Pedro Quartucci, Argentijns bokser (overleden 1983)
- 1906 - Alex Thépot, Frans voetballer (overleden 1989)
- 1909 - Cyril Northcote Parkinson, Brits marine-historicus en auteur (overleden 1993)
- 1914 - Lord Killanin, Iers journalist en sportbestuurder (overleden 1999)
- 1915 - Aldo Bini, Italiaans wielrenner (overleden 1993)
- 1916 - Dieuwke Winsemius, Nederlands (Friese) schrijfster (overleden 2013)
- 1917 - Dora Esser-Wellensiek, Nederlands schilderes (overleden (1995)
- 1921 - Joan Triadú i Font, Catalaans schrijver, literatuurcriticus en pedagoog (overleden 2010)
- 1922 - Mario Boyé, Argentijns voetballer (overleden 1992)
- 1922 - Sabino Augusto Montanaro, Paraguayaans politicus (overleden 2011)
- 1925 - Hella Faassen, Nederlands actrice (overleden 2016)
- 1925 - Finn Pedersen, Deens roeier (overleden 2012)
- 1926 - Albert Dingemans Wierts, Nederlands burgemeester (overleden 1998)
- 1928 - Fons van der Stee, Nederlands politicus en fiscalist (overleden 1999)
- 1930 - Antonio Gava, Italiaans politicus (overleden 2008)
- 1931 - Wies van Dongen, Nederlands wielrenner (overleden 2022)
- 1931 - Henk Heijne Makkreel, Nederlands rechter, vliegtuigbouwkundige en politicus (overleden 2025)
- 1933 - Gerda Kraan, Nederlands atlete
- 1933 - Paul de Senneville, Frans componist en muziekproducent (overleden 2023)
- 1936 - Pilar van Bourbon, lid Spaanse koninklijke familie (overleden 2020)
- 1938 - Terry O'Neill, Brits fotograaf (overleden 2019)
- 1938 - Peter Verstegen, Nederlands schrijver en vertaler
- 1939 - Peter Bogdanovich, Amerikaans filmregisseur, schrijver en acteur (overleden 2022)
- 1940 - Jan Geersing, Nederlands burgemeester (overleden 2021)
- 1940 - Mohammed Saïd al-Sahaf, Iraaks politicus
- 1940 - Clive Sinclair, Engels uitvinder (overleden 2021)
- 1941 - Paul Anka, Amerikaans singer-songwriter
- 1943 - Will Luikinga, Nederlands diskjockey
- 1944 - Anne Fausto-Sterling, Amerikaans seksuoloog
- 1945 - David Sanborn, Amerikaans saxofonist (overleden 2024)
- 1947 - Françoise Barré-Sinoussi, Frans virologe en Nobelprijswinnaar
- 1947 - Zdravko Grebo, Bosnisch rechtsgeleerde en activist (overleden 2019)
- 1947 - Arnold Schwarzenegger, Oostenrijks-Amerikaans acteur, bodybuilder en gouverneur van Californië (2003-2011)
- 1948 - Jean Reno, Frans acteur
- 1948 - Carel Struycken, Nederlands acteur
- 1950 - Wim De Craene, Belgisch zanger en componist (overleden 1990)
- 1950 - Vincenz Liechtenstein, Oostenrijks politicus (overleden 2008)
- 1950 - Massimo Schuster, Italiaans poppenspeler, -maker en -regisseur
- 1952 - Lida Bond, Nederlands zangeres van onder meer de George Baker Selection
- 1952 - Ilene Kristen (Ilene Schatz), Amerikaans actrice
- 1956 - Ton Pattinama, Nederlands voetballer
- 1957 - Bert Oosterbosch, Nederlands wielrenner (overleden 1989)
- 1957 - Miguel Prince, Colombiaans voetballer en voetbalcoach
- 1957 - Nery Pumpido, Argentijns voetballer en voetbalcoach
- 1957 - José Riga, Belgisch voetballer
- 1957 - Berdien Stenberg (Berdina Steunenberg), Nederlands fluitiste
- 1957 - Mark Tymchyshyn, Amerikaans acteur
- 1958 - Kate Bush, Brits zangeres
- 1958 - Daley Thompson, Brits atleet
- 1960 - Elsie de Brauw, Nederlands actrice
- 1960 - Rick de Haas, Nederlands illustrator
- 1960 - Richard Linklater, Amerikaans regisseur, scenarioschrijver en acteur
- 1960 - Brillante Mendoza, Filipijns filmregisseur
- 1960 - Jindřich Panský, Tsjechisch tafeltennisser
- 1961 - Laurence Fishburne, Amerikaans acteur
- 1961 - Arno van der Heyden, Nederlands cabaretier en acteur (overleden 2023)
- 1962 - Ad van der Helm, Nederlands priester
- 1962 - Yakub Memon, Indiaas terrorist (overleden 2015)
- 1963 - Lisa Kudrow, Amerikaans actrice
- 1963 - Antoni Martí, Andorrees politicus; minister-president (2011-2019) (overleden 2023)
- 1963 - Rudy Morren, Belgisch acteur
- 1964 - Jürgen Klinsmann, Duits voetballer en voetbalcoach
- 1965 - Leonel Álvarez, Colombiaans voetballer en voetbalcoach
- 1965 - Sybrand van Haersma Buma, Nederlands politicus
- 1966 - Teddy Baguilat jr., Filipijns politicus
- 1967 - Pascal Smet, Belgisch politicus
- 1968 - Robert Korzeniowski, Pools atleet
- 1968 - Pieter Kuijpers, Nederlands filmregisseur, scriptschrijver en filmproducent
- 1968 - Miles Tunnicliff, Engels golfer
- 1969 - Iñaki Aiarzagüena, Spaans wielrenner
- 1969 - Simon Baker, Australisch acteur
- 1969 - Andries Ulderink, Nederlands voetbaltrainer
- 1970 - Susanne Abbuehl, Zwitsers zangeres
- 1970 - Eugenio Corini, Italiaans voetballer
- 1970 - Osman López, Colombiaans voetballer
- 1970 - Christopher Nolan, Engels regisseur
- 1971 - Elvis Crespo, Puerto Ricaans/Amerikaans zangerµ
- 1971 - Klas Eriksson, Zweeds golfer
- 1972 - Dennis Looze, Nederlands triatleet
- 1973 - Markus Näslund, Zweeds ijshockeyer
- 1974 - Tijl Beckand, Nederlands cabaretier en tv-presentator
- 1974 - Hilary Swank, Amerikaans actrice
- 1975 - Daniel Berg Hestad, Noors voetballer
- 1975 - Amara Onwuka, Nederlands weervrouw
- 1977 - Julio Alberto Pérez, Mexicaans wielrenner
- 1977 - Guido Weijers, Nederlands cabaretier
- 1977 - Wouter Zwart, Nederlands correspondent NOS journaal
- 1978 - Adrien Hardy, Frans roeier
- 1979 - Graeme McDowell, Noord-Iers golfer
- 1980 - Pa-Modou Kah, Noors voetballer
- 1980 - Justin Rose, Engels golfer
- 1980 - Seanchai Sor Kingstar, Thais thaibokser
- 1981 - Marlon Boons, Nederlands judoka
- 1981 - Ridouane Harroufi, Marokkaans atleet
- 1981 - Nicky Hayden, Amerikaans motorcoureur (overleden 2017)
- 1981 - Hope Solo, Amerikaans voetbaldoelvrouw
- 1982 - Antolín Alcaraz, Paraguayaans voetballer
- 1982 - Harald Lechner, Oostenrijks voetbalscheidsrechter
- 1983 - Narasak Ittiritpong, Thais autocoureur
- 1983 - Cristian Molinaro, Italiaans voetballer
- 1984 - Robin van Aggele, Nederlands zwemmer
- 1984 - Marko Asmer, Ests/Brits autocoureur
- 1984 - Taihei Kato, Japans Noordse combinatieskiër
- 1984 - Frank Rommel, Duits skeletonracer
- 1985 - Aml Ameen, Engels acteur
- 1985 - Luca Lanotte, Italiaans kunstschaatser
- 1985 - Jeroen Mooren, Nederlands judoka
- 1985 - João Urbano, Portugees autocoureur
- 1986 - Arthur Abele, Duits atleet
- 1987 - Christel Boeljon, Nederlands golfster
- 1987 - Sean Greenwood, Iers skeletonracer
- 1988 - Nico Tortorella, Amerikaans acteur
- 1989 - Jérôme Kahia, Belgisch atleet
- 1989 - Mario Martínez, Hondurees voetballer
- 1989 - Olivier Rochon, Canadees freestyleskiër
- 1990 - Yuya Horihata, Japans zwemmer
- 1991 - Charlotte Jacobs, Belgisch atlete
- 1991 - Femke Stoltenborg, Nederlands volleybalster
- 1992 - Fabiano Caruana, Amerikaans/Italiaans schaker
- 1992 - Celia Diemkoudre, Nederlands volleyballer
- 1992 - F1rstman (Hassan Syed), Nederlands rapper en beatboxer
- 1992 - Kevin Volland, Duits voetballer
- 1993 - Naito Ehara, Japans zwemmer
- 1993 - Alessandro Hämmerle, Oostenrijks snowboarder
- 1993 - Ilse Paulis, Nederlands roeister
- 1996 - Jacob Lofland, Amerikaans acteur
- 1998 - Eveline Saalberg, Nederlands atlete
- 1999 - Joey King, Amerikaans actrice
- 2000 - Terrence Shannon Jr., Amerikaans basketballer
- 2001 - Nina Hespel, Belgisch atlete
- 2002 - Sofia Samodoerova, Russisch kunstschaatsster
- 2002 - Darja Vaskina, Russisch zwemster

## Overleden

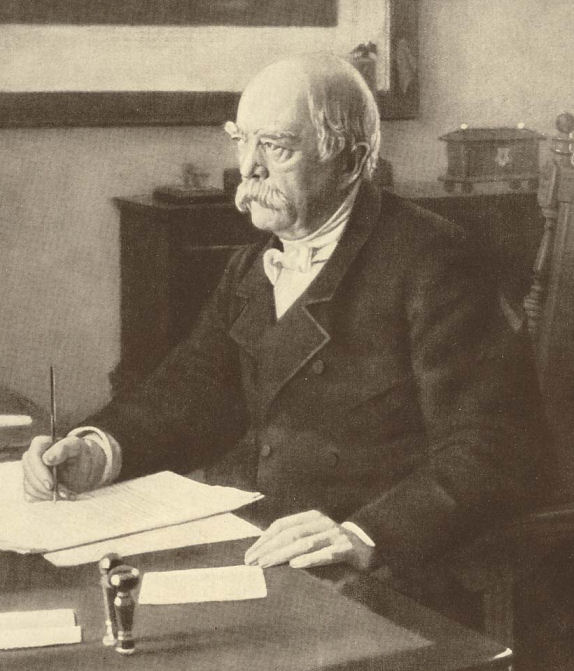
Otto von Bismarck
overleden in 1898

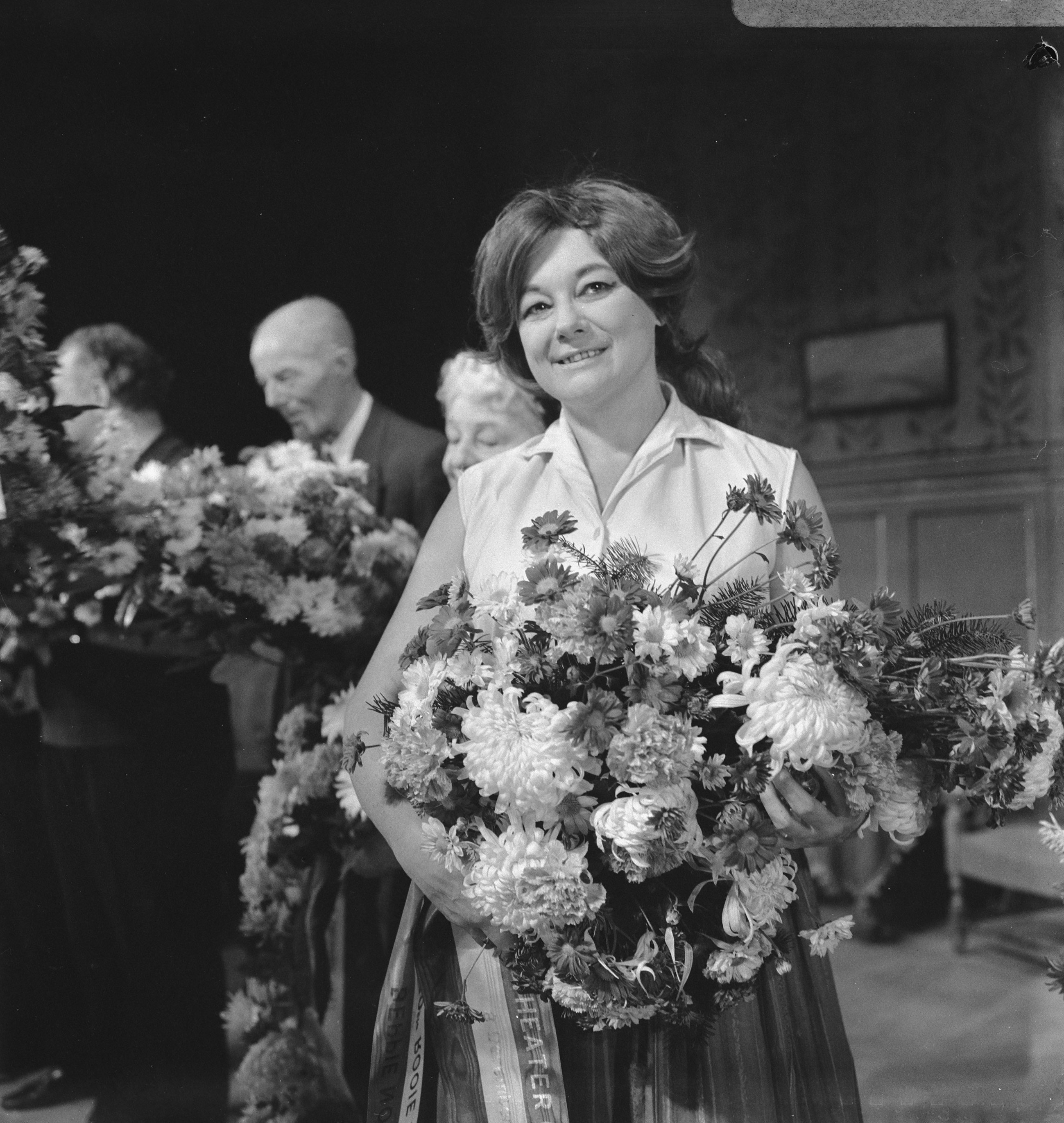
Beppie Nooij jr.
overleden in 1979

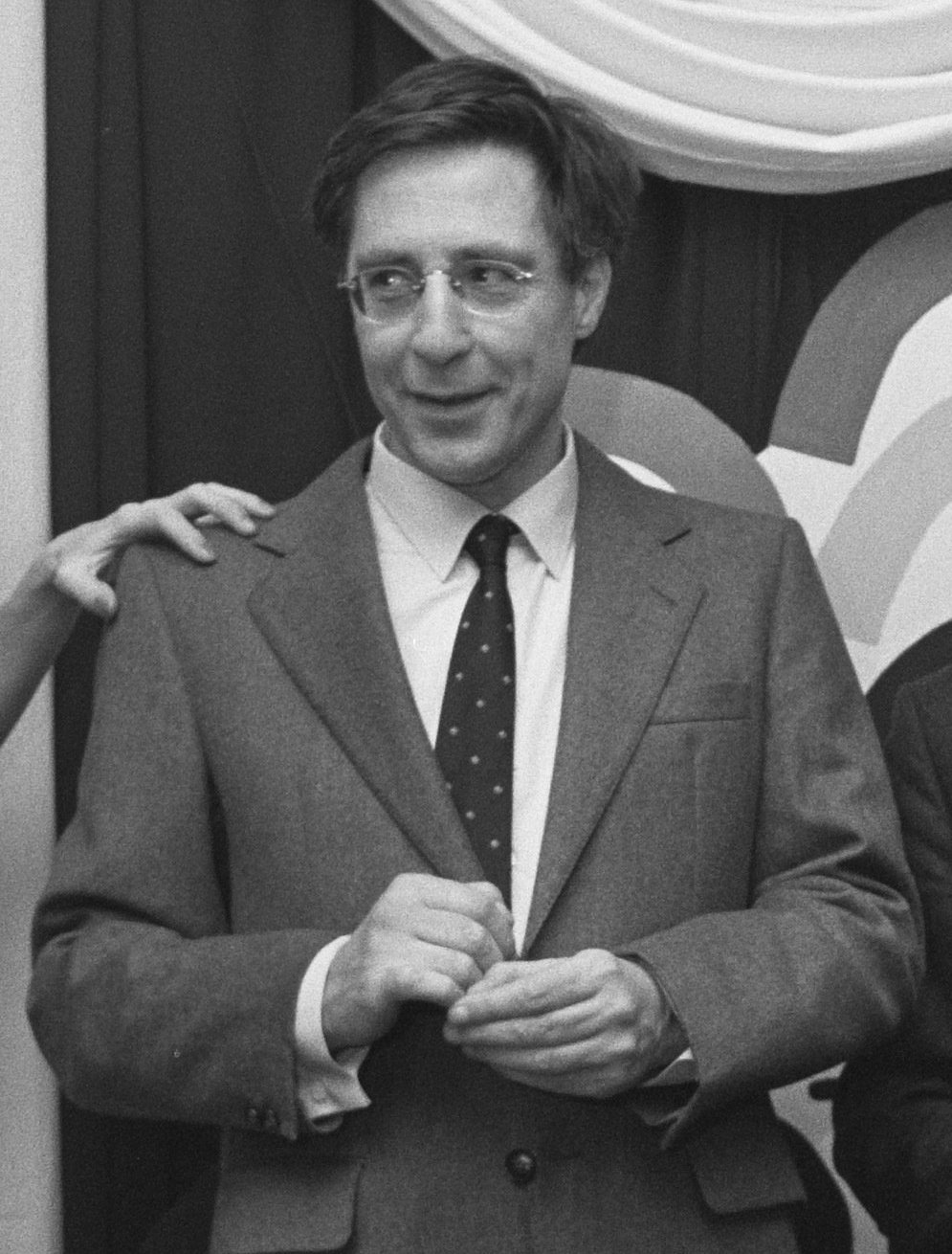
Maarten Biesheuvel
overleden in 2020

- 578 - Jacobus Baradaeus, Syrisch theoloog
- 579 - Paus Benedictus I
- 1233 - Konrad von Marburg (c. 53), Duits priester en inquisiteur
- 1516 - Johan V van Nassau-Siegen (60), graaf van Nassau-Siegen
- 1683 - Maria Theresia van Oostenrijk (44), echtgenote van Lodewijk XIV van Frankrijk
- 1715 - Nahum Tate, Engels dichter
- 1771 - Thomas Gray, Engels dichter
- 1889 - Miles Joseph Berkeley (86), Engels botanicus en geestelijke
- 1898 - Otto von Bismarck (83), Duits kanselier
- 1930 - Johan Gamper (52), Zwitsers voetballer
- 1954 - Hans Nobiling (76), Duits-Braziliaans voetbalpionier
- 1961 - Domenico Tardini (73), Italiaans kardinaal-staatssecretaris
- 1964 - Jan Fabius (76), Nederlands militair, journalist, auteur en politicus
- 1969 - Constantijn van Beieren (48), Duits schrijver, journalist en politicus
- 1969 - Oda Blinder (50), Curaçaos-Nederlands dichteres
- 1979 - Jos de Gruyter (80), Nederlands directeur
- 1979 - Beppie Nooij jr. (60), Nederlands actrice
- 1981 - Bud Tingelstad (53), Amerikaans autocoureur
- 1990 - Edoeard Streltsov (53), Sovjet-Russisch voetballer
- 1991 - Tom Bridger (57), Brits autocoureur
- 1996 - Gunnar Bengtsson (82), Zweeds auto- en rallycoureur
- 1997 - Charlotte van Pallandt (98), Nederlands beeldhouwster
- 2001 - Anton Schwarzkopf (77), Duits zakenman
- 2003 - Sam Phillips (80), Amerikaans platenbaas
- 2004 - Max Groen (86), Nederlands Holocaustoverlevende en omroeper
- 2005 - Roy Beltman (59), Nederlands muziekproducer
- 2005 - John Garang (60), Soedanees ex-rebellenleider en eerste vicepresident
- 2005 - Philip Mechanicus (68), Nederlands fotograaf en publicist
- 2005 - Lucky Thompson (81), Amerikaans jazzsaxofonist
- 2007 - Michelangelo Antonioni (94), Italiaans filmregisseur
- 2007 - Teoctist Arăpaşu (92), Roemeens geestelijke
- 2007 - Ingmar Bergman (89), Zweeds regisseur
- 2008 - Anne Armstrong (83), Amerikaans diplomaat en politicus
- 2010 - Mans Middelweerd (89), Nederlands burgemeester
- 2011 - Ghislaine D'Hollander (70), Belgisch atlete
- 2012 - Maeve Binchy (73), Iers schrijfster
- 2013 - Harry Byrd jr. (98), Amerikaans politicus
- 2013 - Antoni Ramallets (89), Spaans voetbaldoelman
- 2013 - Dick van Toorn (81), Nederlands fysiotherapeut
- 2014 - Dick Wagner (71), Amerikaans gitarist en songwriter
- 2015 - Lynn Anderson (67), Amerikaans countryzangeres
- 2015 - Yakub Memon (53), Indiaas terrorist
- 2016 - Gloria DeHaven (91), Amerikaans actrice
- 2018 - Ron Dellums (82), Amerikaans politicus en burgemeester
- 2018 - Carmen Guerrero-Nakpil (96), Filipijns journaliste en schrijfster
- 2018 - Andreas Kappes (52), Duits wielrenner
- 2019 - Machteld Versnel-Schmitz (78), Nederlands politica
- 2020 - Maarten Biesheuvel (81), Nederlands schrijver
- 2020 - Herman Cain (74), Amerikaans ondernemer en presidentskandidaat
- 2020 - Lee Teng-hui (97), president van Taiwan
- 2021 - Thea White (81), Amerikaans stemactrice
- 2022 - Jean Bobet (92), Frans wielrenner
- 2022 - Pat Carroll (95), Amerikaans actrice en stemactrice
- 2022 - Nichelle Nichols (89), Amerikaans actrice
- 2022 - Jan Steeman (76), Nederlands radiopresentator
- 2023 - Paul Reubens (70), Amerikaans acteur (Pee-wee Herman)
- 2024 - Vladimir Jesjinov (75), Russisch roeier
- 2024 - Hans Lenk (89), Duits roeier
- 2024 - Peter Wyder (90), Zwitsers natuurkundige
- 2025 - Walter Schönau (88), Nederlands germanist en hoogleraar

## Viering/herdenking
- Vanuatu, Onafhankelijkheidsdag.

Vanuatu

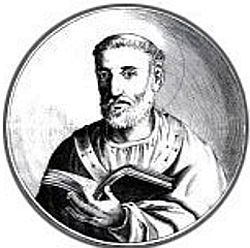
Petrus Chrysologus

- Marokko, nationale feestdag, Mohammed VI volgt Hassan II op.
- Rooms-katholieke kalender:
  - Heilige Petrus Chrysologus († c. 450) - Vrije Gedachtenis
  - Heiligen Abdon en Sennen (van Perzië) († c. 250)
  - Heilige Ingeborg (van Denemarken) († 1237)
  - Heilige Julitta van Caesarea († c. 303)
  - Zalige Thomas Abel († 1540)
- Syrisch-Orthodoxe kalender:
  - Heilige Jacobus Baradaeus († 578)

## Weerextremen

### Nederland
| | Officiële records | Officiële records | Officiële records |      | Landelijke records | Landelijke records | Landelijke records      |
| Gebeurtenis | Jaar              | Extreem           | Locatie           | Jaar | Extreem            | Locatie            |                         |
| --- | ----------------- | ----------------- | ----------------- | ---- | ------------------ | ------------------ | ----------------------- |
| Laagste etmaalgemiddelde temperatuur (°C) | 1935              | 12,9              | De Bilt           |      | 1919 1935 2015     | 12,2 12,2          | De Kooy Eelde Herwijnen |
| Hoogste etmaalgemiddelde temperatuur (°C) | 1978              | 24,8              | De Bilt           |      | 2018               | 26,3               | Hupsel                  |
| Laagste minimumtemperatuur (°C) | 1915              | 5,6               | De Bilt           |      | 1962               | 4,9                | Deelen                  |
| Hoogste minimumtemperatuur (°C) | 1911              | 19,2              | De Bilt           |      | 1911               | 21,0               | Maastricht              |
| Laagste maximumtemperatuur (°C) | 1965              | 16,0              | De Bilt           |      | 1919               | 14,1               | De Kooy                 |
| Hoogste maximumtemperatuur (°C) | 2002              | 33,3              | De Bilt           |      | 2002               | 34,9               | Westdorpe               |
| Hoogste uurgemiddelde windsnelheid (m/s) | 1956              | 13,9              | De Bilt           |      | 1989               | 21,6               | IJmuiden                |
| Hoogste windstoot (m/s) | 1956              | 25,7              | De Bilt           |      | 1956 1989          | 25,7 25,7          | De Bilt Huibertgat      |
| Langste zonneschijnduur (uur) | 1963              | 14,6              | De Bilt           |      | 1951               | 14,9               | Eelde                   |
| Langste neerslagduur (uur) | 1993              | 16,7              | De Bilt           |      | 1993               | 16,7               | De Bilt                 |
| Hoogste etmaalsom van de neerslag (mm) | 2005              | 37,8              | De Bilt           |      | 2005               | 52,5               | Hoogeveen               |
| Laagste etmaalgemiddelde relatieve vochtigheid (%) | 1982              | 49                | De Bilt           |      | 1948               | 43                 | Eelde                   |
| Laagste uurwaarde luchtdruk op zeeniveau (hPa) | 1965              | 996,1             | De Bilt           |      | 1965               | 991,6              | Leeuwarden              |
| Hoogste uurwaarde luchtdruk op zeeniveau (hPa) | 1908              | 1029,2            | De Bilt           |      | 1908               | 1030,0             | Vlissingen              |
| Officiële records worden altijd gemeten op het KNMI-weerstation in De Bilt. Landelijke records kunnen worden gemeten op elk officieel KNMI-weerstation in Nederland. |                   |                   |                   |      |                    |                    |                         |

Uitzonderlijke gebeurtenissen
- 1906 - Officieel hoogste minimumtemperatuur in °C van het jaar gemeten in De Bilt: 16,6
- 1911 - Officieel hoogste minimumtemperatuur in °C van het jaar gemeten in De Bilt: 19,2
- 1948 - Laatste officiële tropische dag van het jaar (maximumtemperatuur ≥ 30 °C in De Bilt)
- 1934 - Officieel hoogste minimumtemperatuur in °C van het jaar gemeten in De Bilt: 15,9. Samen met 8 september
- 1978 - Officieel hoogste minimumtemperatuur in °C van het jaar gemeten in De Bilt: 18,4
- 1978 - Eerste officiële tropische dag van het jaar (maximumtemperatuur ≥ 30 °C in De Bilt)
- 1984 - Eerste officiële tropische dag van het jaar (maximumtemperatuur ≥ 30 °C in De Bilt)
- 2002 - Laatste officiële tropische dag van het jaar (maximumtemperatuur ≥ 30 °C in De Bilt)

### België
Dagrecords
- 1841 - Laagste etmaalgemiddelde temperatuur 12 °C
- 2002 - Hoogste etmaalgemiddelde temperatuur 25,9 °C
- 1935 - Laagste minimumtemperatuur 7,1 °C
- 1984 - Hoogste maximumtemperatuur 33 °C
- 1886 - Hoogste etmaalsom van de neerslag 28,9 mm

Uitzonderlijke gebeurtenissen
- 1930 - In 19 dagen 252 mm neerslag in Stavelot.
- 2002 - In Gomery viel er tijdens een onweer op één uur tijd 116 mm neerslag.

<< · 1 · 2 · 3 · 4 · 5 · 6 · 7 · 8 · 9 · 10 · 11 · 12 · 13 · 14 · 15 · 16 · 17 · 18 · 19 · 20 · 21 · 22 · 23 · 24 · 25 · 26 · 27 · 28 · 29 · 30 · 31 · >>